# Préfecture d'Akita
 (août 2021).
Si vous disposez d'ouvrages ou d'articles de référence ou si vous connaissez des sites web de qualité traitant du thème abordé ici, merci de compléter l'article en donnant les références utiles à sa vérifiabilité et en les liant à la section « Notes et références ».
Akita (秋田県, Akita-ken) est une préfecture du Japon située au nord de l'île de Honshū. Sa capitale est la ville d'Akita.

## Histoire

### Période archaïque
De nombreux outils de pierre et poteries en terre ont été déterrés dans différents lieux de la préfecture d’Akita. Des monticules de coquillages et des vestiges de huttes préhistoriques ont aussi été découverts. Les vestiges, tels que ceux de Yonegamori (bourg de Kyowa) datant du Paléolithique, celui de Sugisawadai (ville de Noshiro), de Isedotai (bourg de Takanosu) et les cercles de pierre à Oyu (ville de Kazuno) de la période Jōmon (env. 8000-200 av. J.-C.), témoignent de la vie et de la culture des habitants de l’époque.

### Campagne d'Abe no Hirafu
Le premier document historique d’Akita remonte à 658, lorsqu'Abe no Hirafu (vers 575-vers 664 ?) et sa flotte combattirent les Ezo (Aïnous) de la région d’Akita et de Noshiro. Son histoire est narrée dans le Nihonshoki. En 733, le fort Dewanosaku (出羽の柵) sur le fleuve Mogami fut remplacé par un autre fort, construit à l’emplacement de l’actuelle colline de Takashimizu, sur le site de la ville d’Akita. Il fut alors nommé château d’Akita (秋田城, Akita-jō) jusqu’à la fin du VIIIe siècle, période à laquelle il fut abandonné au profit d’un autre fort plus au nord.

### Guerre de Zenkunen et Guerre de Gosannen
Entre 1051 et 1062, une guerre oppose les troupes impériales et la famille des Abe dans la province de Mutsu. Elle est déclenchée par Abe no Yoritoki qui refuse de payer les impôts à la cour. Celle-ci envoie contre les rebelles Minamoto no Yoriyoshi et son fils Minamoto no Yoshiie qui vainquent la famille Abe à l’aide de la famille Kiyohara (branche des Fujiwara) qui contrôle la région de Dewa. Les Kiyohara s’emparent alors de la province de Mutsu.
Kiyohira, un descendant de la famille des Fujiwara, affronte son demi-frère Iehira, durant la guerre de Gosannen de 1083 à 1087. Victorieux, il reprend le nom de Fujiwara et s'installe dans sa capitale du Nord à Hiraizumi (préfecture d'Iwate). Leur puissance est telle que Hiraizumi rivalise un temps avec Kyoto en termes de prospérité économique et de rayonnement culturel. Les Ōshū Fujiwara tirent leur richesse du minage de l'or, du commerce de chevaux et de leur situation d'intermédiaires dans le commerce de produits de luxe importés d'Asie continentale et des états des natifs Emishi-Aïnous.

### Les familles d’Akita
Vers la fin du XIIe siècle, Minamoto no Yoritomo vainquit les Ōshū Fujiwara et prit le contrôle de leurs territoires correspondant plus ou moins à l'actuelle région de Tōhoku. Au XIIIe siècle, les familles Asari et Onodera profitèrent de la situation pour s’installer dans ce qui correspond à l'actuelle préfecture d'Akita.
Durant la période Sengoku, seules les familles Tozawa de Senboku, Ando (ou Akita) d'Akita et Onodera d'Ogachi survécurent aux luttes entre daimyō.

### La famille Satake

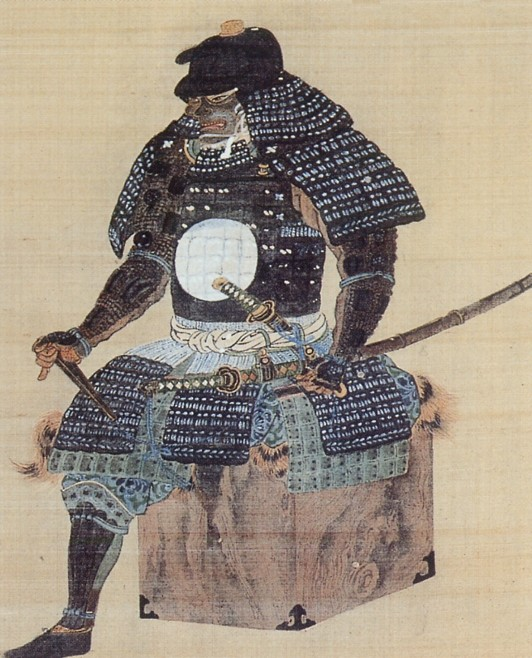
Satake Yoshinobu.

Après la bataille de Sekigahara de 1600, le nouveau shōgun, Ieyasu Tokugawa, nomme en 1602 Satake Yoshinobu comme daimyō de l'important domaine de Kubota (aussi appelé domaine d'Akita, du nom du bourg castral qui en devient la capitale) correspondant à la moitié nord de la province de Dewa. La famille Satake dirigea ce fief pendant 260 ans, durant toute l'époque d'Edo, à travers 12 générations, jusqu’en 1869. Ils développent les activités agricoles et minières.

### Naissance de la préfecture d’Akita
En 1871, lorsque les han (domaines ou fiefs des daimyō) furent abolis et convertis en préfectures, Akita-han devient Akita-ken, ou préfecture d'Akita (plus restreinte que l'actuelle préfecture de ce nom). Une partie de la province d’Ogachi devient Iwasaki-ken, la province de Yuri est divisée entre Kameda-ken, Honjo-ken et Yashima-ken. Le domaine de Nikaho devient une partie de la préfecture de Yamagata et celui Kazuno une partie de la préfecture d'Iwate. Toutefois, tous ces territoires sont réunis la même année pour former la nouvelle et actuelle préfecture d'Akita.

## Géographie

### Démographie
La préfecture d’Akita comptait 1 160 102 habitants au 1er août 2004, soit une baisse d'environ 15 000 habitants depuis le 1er janvier 2003. La population urbaine représente environ la moitié de la population (les villes comptent 600 000 habitants) et la capitale, Akita, en compte 317 000.

### Subdivisions administratives

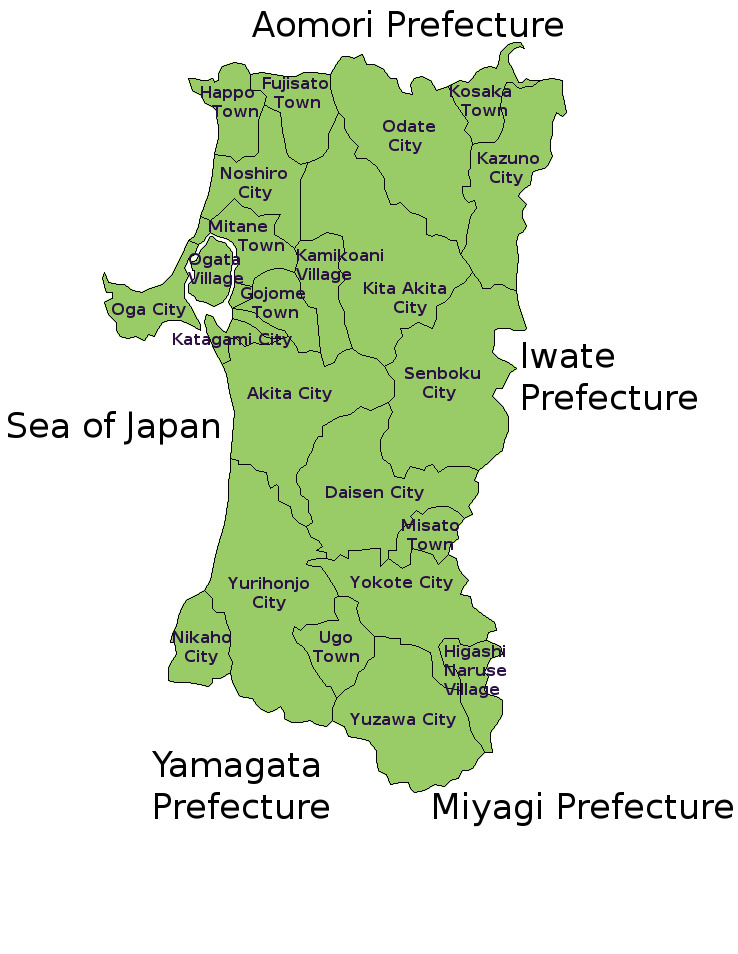
Carte des subdivisions de la préfecture d'Akita.

Restée relativement rurale, la préfecture est divisée en treize villes et six districts ruraux.

#### Villes
Liste des villes de la préfecture d'Akita.
| - Akita - Daisen - Katagami - Kazuno - Kitaakita - Nikaho - Noshiro | - Oga - Ōdate - Semboku - Yokote - Yurihonjō - Yuzawa |

#### Districts
Liste des six districts de la préfecture d'Akita, qui comprennent neuf bourgs et trois villages, Kamikoani, Ōgata et Higashinaruse.
| - District de Kazuno - Kosaka - District de Kitaakita - village de Kamikoani - District de Minamiakita - Gojōme - Hachirōgata - Ikawa - village d'Ōgata | - District d'Ogachi - village de Higashinaruse - Ugo - District de Senboku - Misato - District de Yamamoto - Fujisato - Happō - Mitane |

### Topographie

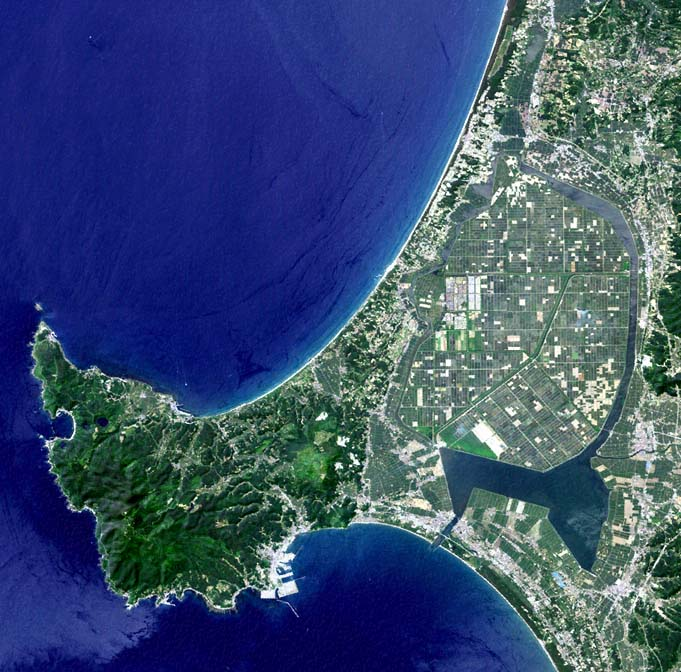
Image satellite de la péninsule d'Oga et du lac Hachirō.

La préfecture d’Akita se situe dans la région de Tōhoku, elle est bordée par les préfectures d’Aomori au nord, Iwate à l’est, Miyagi et Yamagata au sud. À l’ouest, elle est baignée par la mer du Japon. Elle est essentiellement montagneuse, mis à part les plaines d'Akita, Noshiro et Honjō dans l’ouest.
Sa superficie est de 11 612 km2 (1/32e du Japon, la 6e plus grande préfecture du pays) et s’étend sur 181 km du nord au sud et sur 111 km d’est en ouest. Le milieu de la préfecture est traversé par le 40e parallèle, sur lequel se trouvent également les villes de Pékin, Ankara, Madrid, Lisbonne et New York.
La chaîne de montagnes Ōu, dont les sommets atteignent 1 000 mètres de hauteur, marque la frontière avec la préfecture d'Iwate. Parallèlement à celle-ci, se trouve la chaîne de montagnes Dewa (400 mètres), classées au patrimoine mondial. Le point culminant de la préfecture est le mont Chōkai, un volcan situé à la frontière avec la préfecture de Yamagata au sud et haut de 2 236 mètres.
Les fleuves Yoneshiro, Omono et la rivière Koyoshi forment, du nord au sud, les plaines de Noshiro, d'Akita et Honjō, entre les montagnes Dewa et la mer du Japon. La préfecture compte plusieurs lacs de cratère en altitude, dont surtout le lac Towada formé par la caldeira du volcan du même nom (400 mètres au-dessus du niveau de la mer) à la limite avec la préfecture d'Aomori au nord (il s'agit du plus grand lac de cratère de Honshū avec une superficie de 61,1 km2) ou encore le lac Tazawa à l'est (25,8 km2 à 249 mètres d'altitude, il s'agit du lac le plus profond du Japon, avec une profondeur maximale de 423,4 mètres). Le lac Hachirō, situé en plaine près de la péninsule d'Oga, fut longtemps le deuxième plus grand lac du Japon après le lac Biwa, mais sa poldérisation à partir de 1957 pour y installer des rizières a réduit sa superficie à seulement 48,3 km2.
Les montagnes Dewa divisent la région en deux zones climatiques différentes. D’un côté, le courant de Tsushima tempère la péninsule d’Oga et les régions côtières, la température est modérée tout au long de l’année. D’un autre côté, à l’intérieur des terres, les étés sont plus chauds et les hivers sont plus froids, avec une grande quantité de neige dans la région de Yokote.

## Économie
Agriculture : riz, arboriculture forestière.

## Culture

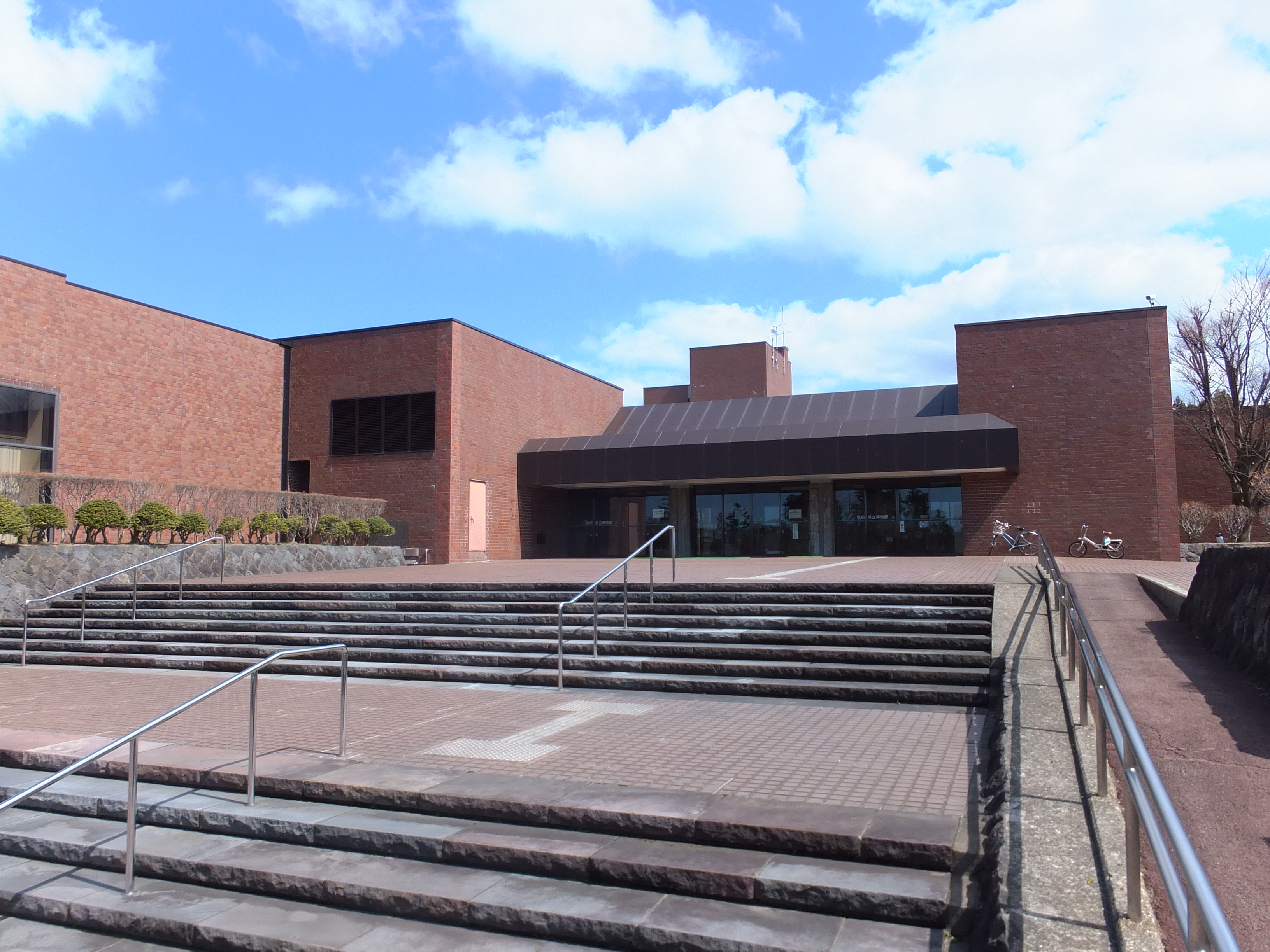
Musée de la préfecture d'Akita.

On trouve le long de la péninsule d'Oga un rituel de purification et de bénédiction de la nouvelle année appelé namahage (生剥). C'est une sorte de toshigami démoniaque.

## Tourisme
La préfecture est notamment connue pour le Lac Tazawa, le plus profond du Japon, ainsi que pour le lagon Hachirō.

## Municipalités jumelées
La préfecture d'Akita est jumelée avec les municipalités suivantes :
- Gansu (Chine) depuis le 5 août 1982 ;
- Kraï du Primorie (Russie) depuis le 19 mars 2010.